# Phobetes nitidithorax
Phobetes nitidithorax är en stekelart som först beskrevs av Gabriel Strobl 1901.  Phobetes nitidithorax ingår i släktet Phobetes och familjen brokparasitsteklar. Inga underarter finns listade i Catalogue of Life.